# Hingstepeira
Hingstepeira Levi, 1995 è un genere di ragni appartenente alla famiglia Araneidae.

## Etimologia
Il nome deriva dal naturalista inglese Richard William George Hingston (1887-1966), che trovò i primi esemplari in Guyana francese, e dall'ex-genere Epeira, a sua volta proveniente dal greco ἑπί, epì, cioè sopra e εῖρειν, èirein, cioè intrecciare, per il modo di intessere la ragnatela.

## Distribuzione
Le quattro specie oggi note di questo genere sono state rinvenute in America meridionale: due sono endemiche del Brasile e una della Guyana; la specie dall'areale più vasto è la H. folisecens, reperita in Colombia, Brasile, Guyana, Suriname e Guiana francese.

## Tassonomia
Per la determinazione delle caratteristiche della specie tipo sono stati considerati gli esemplari di Araneus folisecens (Hingston, 1932).
Dal 2002 non sono stati esaminati esemplari di questo genere.
A marzo 2014, si compone di 4 specie:
- Hingstepeira arnolisei Levi, 1995 - Brasile
- Hingstepeira dimona Levi, 1995 - Brasile
- Hingstepeira folisecens (Hingston, 1932)[2] - Brasile, Colombia, Suriname, Guyana, Guiana francese
- Hingstepeira isherton Levi, 1995 - Guyana

### Sinonimi
- Hingstepeira bristowei (Mello-Leitão, 1940), trasferita dal genere Larinia Simon, 1874 e posta in sinonimia con H. folisecens (Hingston, 1932) a seguito di un lavoro dell'aracnologo Levi (1995b)[1].